# 怒江鯡鯰
怒江鯡鯰，為輻鰭魚綱鯰形目北非鯰科的其中一種，分布於亞洲中國怒江流域，體長可達26.1公分，棲息在溪流底層水域，屬肉食性，生活習性不明。

## 擴展閱讀
維基物種上的相關：怒江鯡鯰